# Serpiente de mar (película)
Serpiente de mar es una película de terror de 1984 dirigida por Amando de Ossorio. Coproducido entre España y los Estados Unidos, el largometraje fue protagonizado por Timothy Bottoms, Taryn Power, Jared Martin, Ray Milland, Gerard Tichy y Carole James.

## Sinopsis
En el Océano Atlántico ocurre una terrible explosión nuclear que deja una gran devastación. Sin embargo esto no es lo más complicado: la detonación despierta a una terrible bestia prehistórica gigante con forma de serpiente marina, la cual se dirige hambrienta a las costas españolas, donde aterroriza sin piedad a los habitantes de esa región. Un capitán de barco que ha sufrido las consecuencias del monstruo, un oceanógrafo y un turista estadounidense unen sus fuerzas y su ingenio para tratar de eliminar a la bestia.

## Reparto
- Timothy Bottoms es Pedro Fontán
- Taryn Power es Margaret
- Jared Martin es Linares
- Ray Milland es Timothy Wallace
- Carole James es Jill
- Víctor Israel es Porto